# Ectopie cardiaque
L'ectopie cardiaque est une malformation cardiaque se traduisant par une malposition du cœur dans l'organisme.

## Diagnostic
Le diagnostic peut être clinique, par l'auscultation, ou radiologique (radiographie du thorax et échographie cardiaque principalement).

## Présentation clinique

### Localisation de l'ectopie
L'ectopie cardiaque congénitale est une anomalie de migration cardiaque lors de l’embryogenèse. Le cœur, au lieu de se retrouver à l’intérieur de la cage thoracique, au milieu du médiastin, peut se situer n'importe où sur son trajet de migration embryologique. Ce trajet de migration s’étend de la gorge au thorax car le cœur se situe initialement au niveau de la gorge de l'embryon et migrera vers sa position définitive, au milieu du médiastin, au cours de  l’embryogenèse grâce à la différence de vitesse de croissance entre la face ventrale et dorsale de l'embryon (la face dorsale croissant plus vite que la face ventrale dû au développement du système nerveux).
Cette pathologie s'accompagne souvent d'autres pathologies telles que des déficiences valvulaires aortiques ou mitrales, malformations cardiaques communications interventriculaires et interauriculaires dues à des perforations du septum atrial et du septum ventriculaire). On constate également des malformations autres que cardiaques chez ces nourrissons.
Cette malformation entraine souvent des fausses-couches et les nourrissons porteurs de cette pathologie décèdent souvent quelques jours après leur naissance.

### Dépistage
Cette malformation peut être dépistée durant la grossesse par une simple échographie. Il semblerait toutefois que la prévalence de cette maladie soit accrue lorsque l'embryon est porteur d'une maladie génétique telle que le syndrome de Turner ou encore la trisomie 18.

### Traitement curatif
L'intervention chirurgicale reste la technique la plus employée pour soigner cette malformation. L’opération consiste à introduire le cœur à l’intérieur du médiastin, dans la position physiologique.

## Source
google books : Bulletin medical, publié sous la direction de j-r Marinus